# Lange Muren
De Lange Muren (Grieks Μακρὰ Τείχη) was in het oude Athene de naam van het uitgebreide systeem van vestingmuren die het stadsgebied van Athene met de haven van Piraeus verbonden. De Lange Muren sloten direct aan bij de reeds eerder bestaande vestingmuren van Athene en Piraeus.
Het idee van de Lange Muren ontstond uit spanningen met aartsrivaal Sparta. Rond 460 v.Chr. hadden de Atheners Sparta openlijk uitgedaagd, door het naburige Megara te steunen tegen Korinthe. Beide steden waren lid van Sparta's Peloponnesische Bond. Bij de verdediging van Megara doorzagen de Atheners al gauw de defensieve zwakte van deze stad, die bijna 2 km van zijn haven Nisaea verwijderd lag. De bouw van vestingmuren aan weerszijden van de weg naar de haven bleek zo’n goed idee, dat de Atheners zo snel mogelijk hun eigen stad van een soortgelijk verdedigingsstelsel wilden voorzien, maar dan wel op grotere schaal. 

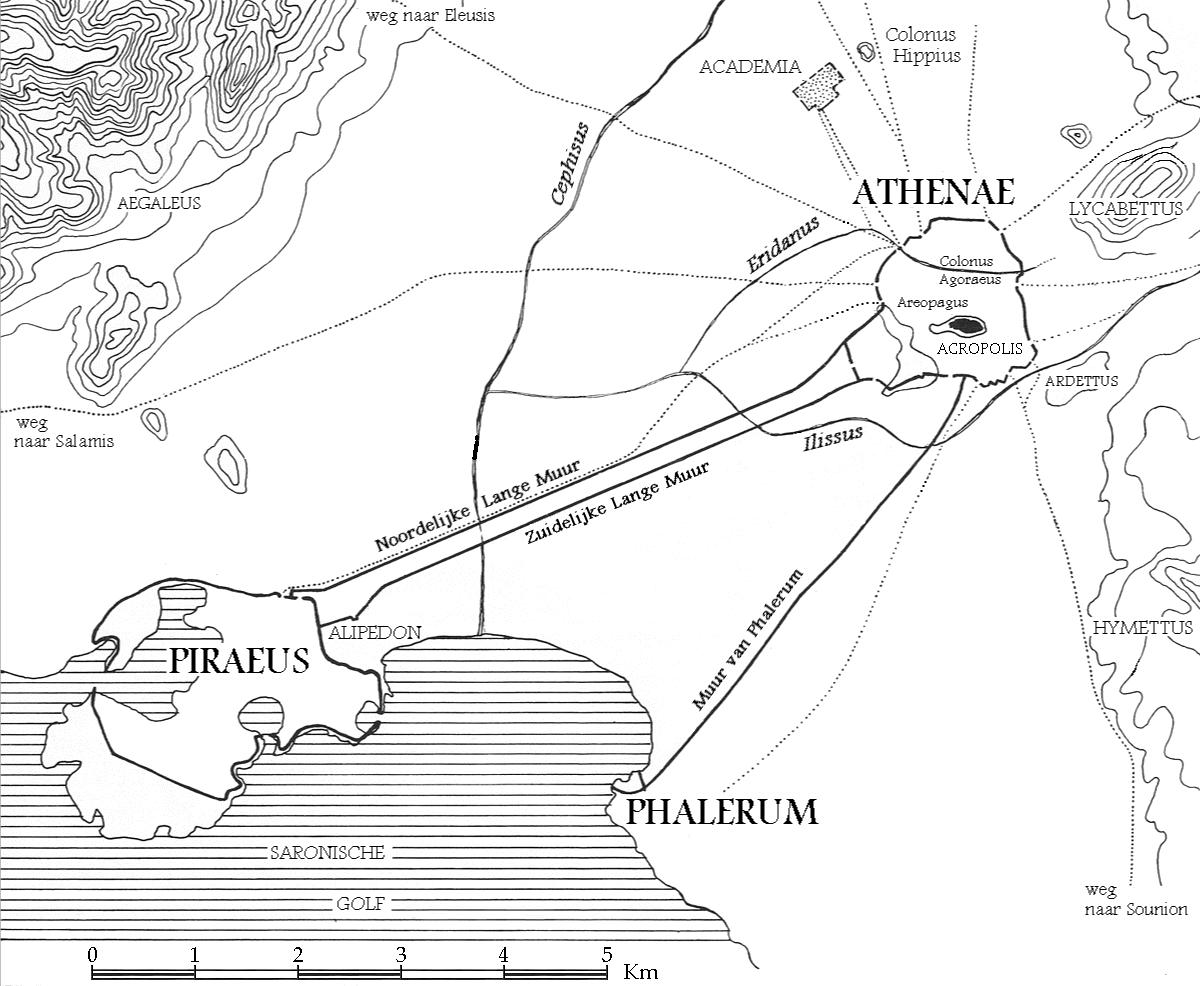
Athene: situatie in de 5e eeuw v.Chr.

 Met het oog op een eventuele vergelding van Sparta besloot de Atheense volksvergadering aanvankelijk twee Lange Muren van de stad naar de kust te laten bouwen: één 6 km lange van de Pnyx-heuvel naar Piraeus, en één 5 km lange van de Mouseion-heuvel naar de vissershaven Phalerum (5 km zuidoostwaarts van Piraeus). De baai van Phalerum bleef daardoor nog onbeschermd, maar zolang de Atheners het overwicht ter zee behielden, konden ze niet meer door een beleg op de knieën worden gedwongen.
Enkele jaren later adviseerde Pericles een derde muur te bouwen, ten zuiden van de muur naar Piraeus. Hij liep evenwijdig aan de eerste muur, zodat een 167 m brede corridor tussen stad en haven ontstond. De muur naar Phalerum werd hierdoor enigszins overbodig: er zijn geen aanwijzingen dat hij ooit werd gebruikt.
De Lange Muren werden geslecht als onderdeel van het vredesverdrag na de capitulatie van Athene in 404 v.Chr., maar de beide muren naar Piraeus werden in 394 v.Chr. herbouwd, nadat de Perzische vloot onder leiding van de Atheense generaal Conon de overwinning had geboekt bij Cnidus over de Spartaanse vloot. Aan de hand van overblijfselen kan men de ligging van deze beide muren nog altijd goed traceren, maar naar de ligging van de muur naar Phalerum hebben we alleen het gissen.